# Opzoek naar Yolanda
Opzoek naar Yolanda was een Nederlandse televisieserie van de VPRO van Wim T. Schippers uit 1984. De serie bestond uit zes afleveringen die zijn uitgezonden van 7 oktober tot 16 december 1984 en was een vervolg op de serie De lachende scheerkwast.

## Verhaal
De fotograaf Rik Rollinga (Kenneth Herdigein) krijgt opdracht om een staatsieportret van de koningin en haar familie te maken op paleis Soestdijk. Onderweg naar het paleis krijgt een in de trein tegenover hem zittend echtpaar wantrouwen over de echtheid van de uitnodiging. Ook past hij de Sjef van Oekel truc toe door zich in een koffer te verstoppen en zo gratis per trein te rijden.
Daarna ziet hij op het station in Baarn een meisje lopen en neemt snel een foto. Hij wordt tot over zijn oren verliefd op dit meisje, noemt haar Yolanda en gaat naar haar op zoek. De uitnodiging bleek echter vals en was een grap van zijn vrienden. Via Otto Drissen komt hij terecht bij mevrouw de Wilde die hem adviseert bij detective Schaambergen langs te gaan om Yolanda te laten opsporen.
Omdat resultaten uitblijven van de onder invloed van sterkedrank verkerende Rein Schaambergen gaat hij op advies van Jan Vos uiteindelijk naar Jacques Plafond om een plaat op te nemen zodat hij beroemd zal worden en Yolanda dan vanzelf verliefd op hem wordt. De opname wordt echter een totale mislukking omdat Rik verschrikkelijk vals zingt. Zijn buurjongen Victor van Vliet mag dan de plaat inzingen (met de titel Smoke, Gammon and Spinach) en dat wordt een groot succes.
Uiteindelijk wordt Rik de studio uitgezet en vlucht hij naar de Bahama's. Daar wordt hij dan door detective Schaambergen opgespoord en terug naar Nederland gebracht. Schaambergen beweert Yolanda te hebben gevonden, de lelijke dochter van de Bakker die dan wel Yolanda heet maar het niet is. Uiteindelijk blijkt na een lekkage bij hem Yolanda in de flat boven hem te wonen en de vriendin van Victor van Vliet te zijn.
Dit is de hoofdlijn van het verhaal maar dwars door dit verhaal lopen nog allerlei tragikomische situaties van de andere typetjes uit de stal van Schippers zoals Henk J.Pal, Sjef van Oekel, Gé Braadslee, Boy Bensdorp en anderen. Ook wordt er regelmatig gezongen, bijvoorbeeld het nummer Soep van de Dag van Boy Bensdorp.

## Rolverdeling
| Personage                          | Acteur/actrice                        |
| ---------------------------------- | ------------------------------------- |
| Rik Rollinga                       | Kenneth Herdigein                     |
| Loes de Wilde-Dofpoot              | Truus Dekker                          |
| Otto Drissen                       | Dick van den Toorn (als Richard Torn) |
| Sjef van Oekel                     | Dolf Brouwers                         |
| Gé Braadslee                       | Mimi Kok jr.                          |
| Boy Bensdorp                       | Rob van Houten                        |
| Elsje de Wit                       | Janine van Elzakker                   |
| Victor van Vliet                   | Berny van de Wetering                 |
| Henk J. Pal                        | Cees Schouwenaar                      |
| Jacques Plafond                    | Wim T. Schippers                      |
| Jan Vos                            | Clous van Mechelen                    |
| Rein Schaambergen                  | Lex de Regt                           |
| Ria Schaambergen-Rotsak            | Mies de Heer                          |
| Yolanda (in werkelijkheid Claudia) | Karin Vonk                            |
| Bert van Zutphen                   | Walter Crommelin                      |
| Treinconducteur                    | Jacques Commandeur                    |
| Bob de Wilde                       | Hans Dagelet                          |
| Grace Lipkins                      | Savannah Deranger                     |
| Ingrid Gortebroek                  | Zillah Emanuels                       |
| Conny Drissen                      | Joss Flühr                            |
| Volkert Spitsbergen                | Pollo Hamburger                       |
| Bakker                             | Ruud van Hemert                       |
| Rodolfo Smit                       | Herr Seele                            |
| Arend Kercheval                    | Jan Pieter Koch                       |
| Receptionist van het Moltonhotel   | Carol van Herwijnen                   |
| M.J.C. Bensdorp-van den Vlasakker  | Mies Kohsiek                          |
| Politieagent                       | Don Duyns                             |
| Jan Verdriet                       | Niek Lukas                            |
| Marijke Vlug                       | Marie Kooyman                         |
| J. Razendijk                       | Ad Noyons                             |
| Irene Schaambergen                 | Annebe van Oort                       |
| Bonnie Miller                      | Helena Penny                          |
| Jaap Franssen                      | Jan Willem Sterneberg                 |
| G.H. Razendijk-Klepjes             | Ellen de Thouars                      |
| Willem Braadslee                   | Willem IJdoo                          |
| Lange Jaap                         | Burny Bos                             |
| Adriaan van Dis                    | Adriaan van Dis (Zichzelf)            |

## Afleveringen
| Aflevering | Titel                         | Uitzenddatum     |
| ---------- | ----------------------------- | ---------------- |
| 1          | Nette mensen                  | 7 oktober 1984   |
| 2          | De gekgeworden bever          | 21 oktober 1984  |
| 3          | Op zoek naar Grace            | 4 november 1984  |
| 4          | Haute couture en dieptebommen | 18 november 1984 |
| 5          | Smoke, Gammon & Spinach       | 2 december 1984  |
| 6          | In de wolken                  | 16 december 1984 |

## Liedjes
In 1984 verscheen bij Derecu Benelux een langspeelplaat met de titel "Verder gaat alles goed" met liedjes uit de Scheerkwast en Opzoek naar Yolanda geschreven door Wim T.Schippers met muziek van Clous van Mechelen.
Uit Opzoek naar Yolanda betrof het: 
- Opzoek naar Yolanda         - Jacques Plafond
- De potloodventer            - Volkert Spitsbergen
- Soep van de dag             - Boy Bensdorp
- Een lied van verlangen      - Gé Braadslee en Jan Vos
- Smoke, gammon & spinach     - Victor van Vliet
- Dromen                      - Rik Rollinga
- Wat kan mij Nu nog gebeuren - Sjef van Oekel

## Taalgrappen
Opzoek naar Yolanda werd uitgezonden als jeugdserie, maar kende vele taalgrappen die voor volwassenen interessanter waren. Niet alleen het consequent aan elkaar schrijven van 'op' en 'zoek', maar ook door het letterlijk uitleggen van spreekwoorden wist Schippers de kijker steeds op het verkeerde been te zetten. Hij zou dit later vervolmaken in We zijn weer thuis.

## Trivia
- Bijna alle personages waren al eerder te zien in de comedyserie De lachende scheerkwast.
- In Opzoek naar Yolanda wordt de hoofdrol gespeeld door de voor die tijd nog onbekende acteur Kenneth Herdigein. Het is de eerste keer dat een donkere acteur de hoofdrol speelt in een Nederlandse serie.
- Schippers is een meester in het bedenken van namen. Daarom heeft iedereen, ook al is de rol nog zo klein een naam in de serie. De door Ellen de Thouars vertolkte mevrouw die in de eerste aflevering tegenover Rik Rollinga in de trein zit, zou op elke andere aftiteling worden aangeduid als 'mevrouw in de trein'. In de rest van de serie speelde ze immers geen rol. Maar toch kreeg ook zij een naam: G.H. Razendijk-Klepjes.
- Naast de hoofdverhaallijn 'De zoektocht naar het meisje Yolanda' spelen er nog wat andere verhaallijnen door elkaar. Tevens dient de serie als een soort afscheid van het personage Sjef van Oekel, gespeeld door Dolf Brouwers. In de tweede aflevering zingt hij een door Schippers geschreven nummer waarin hij terugkijkt op zijn leven. Met op de achtergrond Herdigein en Van den Toorn. Twee nieuwe acteurs uit de stal van Wim T. Schippers.
- In de eerste aflevering komt de trein aan op het station in Baarn. Voordat Herdegein de trein uitstapt stappen er zes figuranten de trein uit: allen leerlingen van het Baarnsch Lyceum. Ook in de openingsfilmpjes zijn er snel close-ups te zien van deze leerlingen. De opnames werden gemaakt in augustus 1984.
- Markant was ook de vertolking van het liedje Ballade van de potloodventer, begeleid door een dameskoortje, door Volkert Spitsbergen met een lange regenjas zonder iets er onder aan in het Willy Dobbeplantsoen, die verder in de serie niet voorkwam.
- Het personage Rik wordt in de aflevering Smoke, gammon and spinach de studio uitgezet omdat hij vals zingt. Vreemd genoeg zingt hij in de laatste aflevering het liedje Dromen helemaal niet vals.
- Het liedje Smoked gammon and spinach is in die tijd ook single uitgebracht. Het werd een bescheiden hit van Victor van Vliet (Berny van de Wetering). Tevens is er ook een videoclip bij het liedje gemaakt met speciaal gedraaide beelden en wel en niet gebruikte beelden uit de serie.
- De titel van de verschenen langspeelplaat Maar verder gaat alles goed! met liedjes uit de serie verwijst naar de uitspraak Maar verder alles goed?. Een uitspraak die regelmatig in de series wordt gebruikt door de jonge personages. Dit is wanneer een verhaal te lang duurt, ze iets niet begrijpen of als ze een verhaal niet interessant genoeg vinden. De jeugd in de jaren 80 heeft ook een tijd lang deze zin gebruikt als stopwoord.
- Een aantal van de acteurs zijn vijf jaar later te zien in We zijn weer thuis, een andere serie geschreven door Wim T. Schippers. Hierin speelt Schippers naast Dekker, Van den Toorn en Herdigein zelf ook een van de hoofdrollen.

## Dvd-uitgave
In april 2008 is de serie voor het eerst uitgebracht op dvd, als onderdeel van de programma's die door Wim T. Schippers zijn gemaakt: Wim T. Schippers' Televisiepraktijken.